# Zlatná na Ostrove
Zlatná na Ostrove es un municipio del distrito de Komárno en la región de Nitra, Eslovaquia, con una población estimada a final del año 2024 de 2380 habitantes.
Se encuentra ubicado al suroeste de la región, cerca de los ríos Danubio y Váh, y de la frontera con Hungría.

## Demografía
| Año        | 1994 | 2004    | 2014    | 2024    |
| ---------- | ---- | ------- | ------- | ------- |
| Población  | 2416 | 2558    | 2390    | 2380    |
| Diferencia |      | +5,87 % | −6,56 % | −0,41 % |

| Año        | 2023 | 2024    |
| ---------- | ---- | ------- |
| Población  | 2418 | 2380    |
| Diferencia |      | −1,57 % |